# Paco Bienzobas
Paco Bienzobas, all'anagrafe Francisco Bienzobas Ocáriz (San Sebastián, 26 marzo 1909 – 30 aprile 1981), è stato un allenatore di calcio e calciatore spagnolo, di ruolo attaccante.

## Carriera

### Club
Cresciuto con l'Unión San Sebastián, nella stagione 1926-1927 viene acquistato dalla Real Sociedad, con cui debutta nel Campionato di Guipuzcoa.
Nel 1928 con i baschi giocò la finale di Coppa del Re persa contro il Barcellona, mentre l'anno successivo debuttò nella prima edizione della Primera División spagnola fregiandosi del titolo di capocannoniere, vincendo di conseguenza il primo Trofeo Pichichi. Rimase con la Real Sociedad per otto anni, disputando 65 partite nella Liga e realizzando 39 reti.
Nel 1934 si trasferì all'Osasuna, dove ottenne una promozione dalla Segunda División spagnola, mentre in quella successiva retrocesse nuovamente tra i cadetti, dove restò per le successive stagioni, ricoprendo anche il ruolo di allenatore. La Guerra civile spagnola impose uno stop di alcuni anni alla carriera di Bienzobas, che ritornò alla Real Sociedad a partire dal campionato 1940-1941. Si ritirò dal calcio giocato due anni più tardi, nella stagione 1941-1942, dopo aver realizzato 50 goal in 92 partite nella Liga.

### Nazionale
La Nazionale spagnola lo vide in campo 2 volte: l'esordio risale al 4 giugno 1928, durante Italia-Spagna 7-1, valida per i Giochi della IX Olimpiade di Amsterdam, che lo vide realizzare l'unico gol degli iberici. Andò a segno anche nella sua seconda apparizione con le Furie rosse: Spagna-Francia 8-1.

## Palmarès

### Club

#### Competizioni nazionali
- Segunda División (Spagna): 1

Osasuna: 1934-1935

### Individuale
- Trofeo Pichichi: 1

1928-1929